# Kommission zur Ermittlung des Finanzbedarfs der Rundfunkanstalten

Logo

Die Kommission zur Ermittlung des Finanzbedarfs der Rundfunkanstalten (KEF) überprüft den Finanzbedarf des öffentlich-rechtlichen Rundfunks in Deutschland und empfiehlt den Landesparlamenten die Festsetzung des Rundfunkbeitrags (bis 2012 der Rundfunkgebühren).
Der Beitrag selbst wird durch den Beitragsservice von ARD, ZDF und Deutschlandradio (bis 2012 GEZ), eine Gemeinschaftsorganisation des öffentlich-rechtlichen Rundfunks, eingezogen.

## Rechtsgrundlage und Verfahren
Gesetzliche Grundlage der KEF ist der Rundfunkfinanzierungsstaatsvertrag, der sowohl die Höhe des Beitrags wie auch die Verteilung der Mittel regelt.
Nachdem das Bundesverfassungsgericht in seinem 8. Rundfunk-Urteil beklagt hatte, das KEF-Verfahren entspreche nicht der durch die Verfassung geforderten Staatsunabhängigkeit, denn die KEF sei „lediglich ein Hilfsinstrument der Ministerpräsidentenkonferenz“, wurde das KEF-Verfahren 1994 geändert.
Das KEF-Verfahren verläuft in drei Stufen:
1. Anmeldung des Bedarfes durch die öffentlich-rechtlichen Rundfunkanstalten bei der KEF,
2. Überprüfung durch die KEF,
3. Festsetzung des Beitrags durch die Landesparlamente.

## Mitglieder
Die KEF hat 16 Mitglieder, die als unabhängige Sachverständige Qualifikationen auf verschiedenen Gebieten verfügen. Sie werden von den Ministerpräsidenten der Länder für jeweils 5 Jahre berufen. Ihre Geschäftsstelle befindet sich in Mainz und ist organisatorisch an die Staatskanzlei Rheinland-Pfalz gebunden.
- Martin Detzel (Vorsitzender seit 2022, stv. Vorsitzender seit 2021, Mitglied seit 2012, Berufung durch Baden-Württemberg)
- Hubert Schulte (Stellvertretender Vorsitzender seit 2019, Mitglied seit 2012, Berufung durch Bremen)
- Werner Ballhaus (Mitglied seit 2019, Berufung durch Hessen)
- Kay Barthel (Mitglied seit 2017, Berufung durch Sachsen-Anhalt)
- Klaus P. Behnke (Mitglied seit 2012, Berufung durch Rheinland-Pfalz)
- Jürgen Brautmeier (Mitglied seit 2022, Berufung durch Nordrhein-Westfalen)
- Christoph Hillenbrand (Mitglied seit 2022, Berufung durch Bayern)
- Katharina Hombach (Mitglied seit 2022, Berufung durch Niedersachsen)
- Karin Klingen (Mitglied seit 2022, Berufung durch Berlin)
- Uwe Kühhirt (Mitglied seit 2022, Berufung durch Thüringen)
- Ulli Meyer (Mitglied seit 2022, Berufung durch das Saarland)
- Christian Möller (Mitglied seit 2017, Berufung durch Schleswig-Holstein)
- Astrid Nissen-Schmidt (Mitglied seit 2022, Berufung durch Hamburg)
- Stephanie Schiedermair (Mitglied seit 2022, Berufung durch Sachsen)
- Markus Seyfried (Mitglied seit 2022, Berufung durch Brandenburg)
- Tilmann Schweisfurth (Mitglied seit 2012, Berufung durch Mecklenburg-Vorpommern)

## Aufgaben
Aufgrund des 8. Rundfunkurteils des Bundesverfassungsgerichts vom 22. Februar 1994 (BVerfGE 90, 60 – „Erstes Gebühren-Urteil“) wurde das Gebührenfestsetzungsverfahren neu geregelt und im Dritten Rundfunkänderungsstaatsvertrag auf eine gesetzliche Grundlage gestellt, danach hat die Kommission bei der Ermittlung des Finanzbedarfs die Aufgabe:
- Entgegennahme der Anmeldungen des Finanzbedarfs der Rundfunkanstalten
- Prüfung der Anmeldungen unter Beachtung der Programmautonomie der Rundfunkanstalten
- Feststellung des Finanzbedarfs

In diesem Zusammenhang verfasst die KEF folgende Berichte:
- Bericht über den Finanzbedarf der Rundfunkanstalten an die Länder (mindestens alle zwei Jahre)
- Bericht über die dargelegte Finanzlage der Rundfunkanstalten
- Empfehlung über die Höhe und Zeitpunkt für eine Änderung des Rundfunkbeitrags (mindestens alle fünf Jahre)
- Stellungnahme zum Finanzausgleich der Rundfunkanstalten

Die Überprüfung bezieht sich nach § 3 Abs. 1 RFinStV darauf, ob sich die Programmentscheidungen im Rahmen des rechtlich umgrenzten Rundfunkauftrages halten und ob der aus ihnen abgeleitete Finanzbedarf im Einklang mit den Grundsätzen von Wirtschaftlichkeit und Sparsamkeit ermittelt worden ist. Mit dem Achten Rundfunkänderungsstaatsvertrag sind als weitere Kriterien die Berücksichtigung der gesamtwirtschaftlichen Entwicklung und der Entwicklung der Haushalte der öffentlichen Hand hinzugekommen.
Die KEF weist in ihren Berichten darauf hin, wenn diese Kriterien nicht erfüllt sein sollten, wie beispielsweise beim mit Abstand größten thematischen Kostenblock, dem Sport (beispielsweise im ersten Fernsehprogramm 27,7 % der Erstsende-Selbstkosten, Stand 2010).
Eine inhaltliche Kontrolle oder Korrektur von Programmentscheidungen erfolgt durch die KEF allerdings nicht, da dies den unabhängigen Aufsichtsgremien (Rundfunkrat, Fernsehrat) für die einzelnen deutschen öffentlich-rechtlichen Rundfunkanstalten (ARD, ZDF) obliegt.

## Arbeitsgruppen
Die Kommission trifft ihre Entscheidungen in Plenarsitzungen und hat fünf ständige Arbeitsgruppen eingerichtet. Diese befassen sich vertieft mit einzelnen Aufwands- und Ertragsblöcken und bereiten die Entscheidungen des Plenums vor.
- AG 1: Erträge, Eigenmittel
- AG 2: Personalaufwand einschließlich betrieblicher Altersversorgung
- AG 3: Programmaufwand, ARTE, Finanzausgleich, Recht
- AG 4: Sachaufwand, Investitionen, Programmverbreitung, Kredite, Beteiligungen
- AG 5: Methodenentwicklung, Wirtschaftlichkeitsbericht

Daneben werden bei Bedarf Sonderarbeitsgruppen gebildet.

## Kritik an Beraterverträgen
Im Jahr 2022 wurden parallele entgeltliche vertragliche Beziehungen des MDR mit Mitgliedern der KEF bekannt und öffentlich kritisiert. So erhielt Ralf Seibicke während seiner KEF-Mitgliedschaft als zeitweiliger stellvertretender Vorsitzender und Leiter der Arbeitsgruppe 2 der Kommission zur Ermittlung des Finanzbedarfs des öffentlich-rechtlichen Rundfunks vom MDR etwa 60.000 EUR für die Erstellung von drei Gutachten.  Die Innenministerin Sachsen-Anhalts, Tamara Zieschang, forderte Transparenz über entgeltliche vertragliche Beziehungen des MDR mit Mitgliedern des Rundfunkrats, des Verwaltungsrats und der KEF rückwirkend für die vergangenen zehn Jahre.